# 太田医療技術専門学校
太田医療技術専門学校（おおたいりょうぎじゅつせんもんがっこう）とは、群馬県太田市東長岡町にある専修学校。学校法人太田アカデミーが運営。

## 学科一覧
- 理学療法学科（4年制）
- 作業療法学科（4年制）
- 救急救命学科（3年制）
- 臨床工学科（3年制）
- 歯科衛生学科（3年制）
- 医療事務管理学科（2年制）
- 介護福祉学科（2年制）
- 看護学科（3年制）